# 伊藤セツ
伊藤 セツ（いとう セツ、1939年〈昭和14年〉1月25日 - ）は、日本の家政学・女性学者、昭和女子大学名誉教授。元社会政策学会代表幹事。

## 来歴
1939年北海道函館市生まれ。旧姓・松原。北海道函館西高等学校を経て、1962年北海道大学経済学部卒業。1968年同大学院経済学研究科博士課程単位取得満期退学。1984年「クララ・ツェトキンの婦人解放論」で北海道大学より経済学博士の学位を取得。1968年北星学園女子短期大学講師、助教授。1974年東京都立立川短期大学助教授、教授、1989年昭和女子大学教授。1998年-2000年社会政策学会代表幹事。2000年-2004年昭和女子大学女性文化研究所所長、2004年 - 2009年大学院生活機構研究科長。2009年退任、名誉教授。

## 受賞歴
- 1994年、平成6年度日本家政学会賞を「大都市雇用労働者夫妻の生活時間構造の家庭経営学的研究」で受賞[3]。
- 2014年、第20回（2013年）社会政策学会賞学術賞を『クラーラ・ツェトキーン ジェンダー平等と反戦の生涯』(御茶の水書房、2013)で受賞[4]。

## 単著
- 『クララ・ツェトキンの婦人解放論』有斐閣、1984
- 『現代婦人論入門』白石書店、1985
- 『家庭経済学』有斐閣経済学叢書、1990
- 『両性の新しい秩序の世紀へ 女性・家族・開発』白石書店、1993
- 『国際女性デーは大河のように』御茶の水書房、2003
- 『女性研究者のエンパワーメント』ドメス出版、2008
- 『生活・女性問題をとらえる視点』法律文化社、2008
- 『クラーラ・ツェトキーン ジェンダー平等と反戦の生涯』御茶の水書房、2013 ISBN 978-4-275-01062-9
  - 増補改訂版、2018、ISBN 978-4-275-02092-5
- 『山川菊栄研究　過去を読み未来を拓く』ドメス出版、2018

### 共編著
- 『社会政策学の現代的課題 新川士郎教授還暦記念論文集』吉武清彦編 北海道大学図書刊行会、1973 国立国会図書館書誌ID:000001185057、NDLJP:12105762 - ドイツ社会民主党の婦人政策(1889-1913)(伊藤セツ)p73-104
- 『家庭管理論』宮崎礼子共編 有斐閣新書、1978
  - 新版 1989 ISBN 4-641-09106-4
- 『講座 現代の婦人労働 3 労働者の生活と家事・育児』黒川俊雄ほか編 労働旬報社、1978 国立国会図書館書誌ID:000001409517、NDLJP:12169421 - 労働者階級の家事・育児要求(伊藤セツ)p81-132
- 『生活時間 男女平等の家庭生活への家政学的アプローチ』天野寛子ほか共著 光生館、1984
- 『生活時間と生活様式』天野寛子共編著 光生館、1989
- 『消費生活経済学』川島美保共著 光生館、1992
  - 新版 2002 ISBN 4-332-20074-8
  - 3訂 2008 ISBN 978-4-332-20077-2
- 『女性学 入門から実践・応用まで』内藤和美、掛川典子共著 同文書院、1992
- 『日本型企業社会と家族(働く女性と家族のいま 2)』基礎経済科学研究所編 青木書店、1995 ISBN 4-250-95042-5 - 国際家族年と労働者家族(伊藤セツ)p175-200
- 『社会政策学会100年 百年の歩みと来世紀にむかって(社会政策叢書 第22集)』『社会政策叢書』編集委員会編 啓文社、1998 ISBN 4-7729-1566-4 - コーディネーターまとめ(伊藤セツ)p377-380
- 『消費経済と生活環境』小谷正守共編著 ミネルヴァ書房 Minerva現代経済学叢書、1999
- 『変動する家族 子ども・ジェンダー・高齢者』日本家政学会編 建帛社、1999 ISBN 4-7679-6508-X - 家族内のジェンダー不平等とジェンダー・エクイティ(伊藤セツ)p79-96
- 『ジェンダーで社会政策をひらく 「男女共同参画」時代の社会政策 シリーズ<女・あすに生きる> 11』仏教大学総合研究所編 ミネルヴァ書房、1999 ISBN  4-623-03060-1 - 生活・ジェンダー・社会政策(伊藤セツ)p159-182
- 『ジェンダーの生活経済論 持続可能な消費のために』編著 ミネルヴァ書房 Minerva福祉ライブラリー、2000
- 『生活時間と生活意識 東京・ソウルのサラリーマン夫妻の調査から』天野寛子、李基栄共編著 光生館、2001
- 『ドイツ女性の歩み』河合節子、野口薫、山下公子共編 三修社、2001 ISBN 4-384-01107-5 - 社会主義女性解放論の旗手(伊藤セツ)p291-305
- 『生活科学 1　生活財機能論』酒井豊子共編著 放送大学教育振興会、2002
- 『女性労働20世紀から21世紀へ』女性労働問題研究会編 青木書店、2002 ISBN 4-250-20227-5 - 北京会議から二一世紀への女性運動の課題(伊藤セツ)p49-61
- 『女性文化とジェンダー(昭和女子大学女性文化研究叢書 第3集)』昭和女子大学女性文化研究所編 御茶の水書房、2002 ISBN 4-275-01909-1 - 女性文化概念の多義性(伊藤セツ)p5-42
- 『ジェンダー問題と学術研究』原ひろ子ほか編 ドメス出版、2004 ISBN 4-8107-0623-0 - ジェンダー統計研究の動向(伊藤セツ)p146-154
- 『ベーベルの女性論再考(昭和女子大学女性文化研究叢書 第4集)』昭和女子大学女性文化研究所編 御茶の水書房、2004 ISBN 4-275-00322-5 - アウグスト・ベーベル小伝妻と娘と女性解放論と(伊藤セツ)p3-32、ベーベル『演説著作選集』と女性論(伊藤セツ)p33-64、翻訳による英米・日本・中国へのベーベル女性論の伝達の過程（ワン・ミー、伊藤セツ)p65-92、アウグスト・ベーベルの『女性と社会主義』の形成　1(伊藤セツ)p93-132、アウグスト・ベーベルの『女性と社会主義』の形成　2(伊藤セツ)p133-181、ベーベルの『女性と社会主義』にみる人口問題のとりあげかた(ウヨンナ、伊藤セツ)p182-196
- 『生活時間と生活福祉』天野寛子、天野晴子、水野谷武志共編著 光生館、2005
- 『キャリアを拓く 女性研究者のあゆみ』柏木惠子編、国立女性教育会館女性研究者ネットワーク支援プロジェクト編 ドメス出版 2005 ISBN 4-8107-0649-4 - チャンスをつかみながら(伊藤セツ)p125-129
- 『創年学 中高年の新しい生き方の創造』齊藤ゆか編 聖徳大学生涯学習研究所、2005 国立国会図書館書誌ID:000007974121 - 創年と生活経済(伊藤セツ)p37-52
- 『女性文化と文学(昭和女子大学女性文化研究叢書 第6集)』昭和女子大学女性文化研究所編 御茶の水書房、2008 ISBN 978-4-275-00566-3 - 「クラーラ・ツェトキーンの文学・芸術評論について」(伊藤セツ)p131-154
- 『福祉社会における生活・労働・教育』堀内かおる編著 明石書店、2009 ISBN 978-4-7503-2955-0 - 福祉社会における生活経営の新展開と生活創成(伊藤セツ)p16-30
- 『ジェンダーで学ぶ生活経済論 福祉社会における生活経営主体』伊藤純共編著 ミネルヴァ書房 新・minerva福祉ライブラリー、2010
- 『アウグスト・ベーベルの『女性と社会主義』と同時代の知識人女性たち 21世紀視点から/ベーベル没後110年によせて』掛川典子共著 御茶の水書房、2023 ISBN 978-4-275-02180-9